# San Felipe de los Herreros
San Felipe de los Herreros (San Felipe) es una comunidad indígena ubicada en el estado mexicano de Michoacán de Ocampo, entre las localidades de Paracho y Charapan. Está situado en el municipio de Charapan.
Cuenta con una superficie de 60,246 km² y una población aproximada de 2002 habitantes, de los cuales, 964 son hombres y 1038 mujeres. Está ubicado a una altitud de 2,226 metros sobre el nivel del mar. La comunidad forma parte del pueblo Purépecha y ejerce su autogobierno mediante un Consejo Comunal. Sus principales fuentes de ingreso en la esfera artesanal son: la herrería, el deshilado, y el tejido.
Actualmente, la comunidad de San Felipe de los Herreros administra directamente una parte del presupuesto que anteriormente se asignaba al Municipio de Chaparan, mismo que es calculado conforme el criterio de proporción poblacional. Esto ha sido resultado de un proceso político-jurídico que forma parte de los reconocimientos judiciales, que se dieron en los últimos nueve años en Michoacán, relacionados con la autonomía y libre determinación de los pueblos indígenas. 
La lucha por su autonomía y el derecho a administrar directamente su presupuesto de la comunidad indígena de San Felipe de los Herreros, fue resultado de los siguientes tres factores:
- El descontento que generó la falta de cumplimiento por parte del ayuntamiento de Charapan, de un programa de construcción de viviendas en el año 2015.
- El ambiente de división e inconformidad interna que fue resultado por las acciones de los partidos políticos.
- El contexto de las luchas autonómicas que estaban teniendo lugar en la región a partir del movimiento de Cherán y de otras comunidades como San Francisco Pichátaro y Arantepacua.

## Geografía
La comunidad de San Felipe de los Herreros tiene una extensión de 60,246 km², y está ubicada en el Municipio de Charapan, Michoacán de Ocampo, México.  
El pueblo se encuentra 8,4 km al noreste de Charapan (cabecera y la localidad más poblada del municipio), a 7,6 km al sureste de San Francisco Corupo, 20,9 km al norte el pueblo de Cocucho, y 11,5 km al noroeste de Nurio a 11.5.
San Felipe de los Herreros se ubica a 2 226 metros sobre el nivel del mar. Las coordenadas geográficas de la localidad son -102.181944 (longitud) y 19.617222 (latitud).
El clima es templado durante la mayor parte del año, con una temporada de lluvias en verano. Durante el transcurso del año, la temperatura generalmente varía de 3 °C a 26 °C y rara vez baja a menos de -1 °C o sube a más de 29 °C.
En la localidad su flora se caracteriza por los bosques mixtos, con pino y encino; de coníferas, con oyamel y pino y su fauna la conforman el conejo, venado, coyote, tejón, zorrillo, armadillo, tlacuaché, ardilla y gato montés.

## Economía
Las principales actividades económicas de la comunidad de San Felipe de los Herreros son las actividades artesanales como la herrería, el destilado, y el tejido. Además, cuentan con producción agrícola de maíz, avena, etc. 
Los índices de desarrollo económico en  la comunidad de San Felipe de los Herreros son los siguientes:
| Texto de cabecera                                         | Resultado 2020 |
| --------------------------------------------------------- | -------------- |
| Población ocupada laboralmente mayor de 12 años           | 41.66%         |
| Población ocupada laboralmente mayor de 12 años (hombres) | 59.02%         |
| Población ocupada laboralmente mayor de 12 años (mujeres) | 25.53%         |
| Número de viviendas particulares habitadas                | 659            |
| Viviendas con electricidad                                | 99.54%         |
| Viviendas con agua entubada                               | 99.39%         |
| Viviendas con excusado o sanitario                        | 18.36          |
| Viviendas con radio                                       | 66.31%         |
| Viviendas con televisión                                  | 85.43%         |
| Viviendas con refrigerador                                | 44.46%         |
| Viviendas con lavadora                                    | 46.59%         |
| Viviendas con automóvil                                   | 20.18%         |
| Viviendas con computadora personal, laptop o tableta      | 3.34%          |
| Viviendas con teléfono fijo                               | 1.67%          |
| Viviendas con teléfono celular                            | 72.69%         |
| Viviendas con Internet                                    | 2.12%          |

## Demografía
En el año 2020, la localidad de San Felipe de los Herreros registró un total de 2002 habitantes, de los cuales 964 son hombres y 1038 mujeres.
Esta comunidad se encuentra dentro del territorio ancestral purépecha, en la región actualmente conocida como meseta purépecha. La comunidad se reconoce y auto-adscribe como parte de este pueblo indígena y mantiene costumbres propias, tales como la celebración del 1 de mayo “La fiesta patronal”, 14 de septiembre “Fiesta al señor de los milagros”, el 24 de junio “El churipo” y la “Inauguración de los Atoles”. Entre sus comidas típicas, se encuentran las corundas con churipo, la xanducata, el mole, el atole, tamales de harina, chile rojo y chile verde. 
Los datos demográficos más importantes de la región son los siguientes:
| Franja de edad           | Número de mujeres | Número de hombres | Total de habitantes |
| ------------------------ | ----------------- | ----------------- | ------------------- |
| Bebés (0-5 años)         | 95                | 107               | 202                 |
| Jóvenes (6-14 años)      | 172               | 124               | 296                 |
| Adultos (15-59 años)     | 574               | 546               | 1,120               |
| Ancianos (60 años o más) | 197               | 187               | 284                 |

El índice de fecundidad en esta región es de 2 hijos por mujer. En cuanto a los indicadores educativos, los resultados obtenidos el año 2020 son los siguientes:
| Indicadores educativos         | Datos |
| ------------------------------ | ----- |
| Población analfabeta           | 5.78% |
| Población analfabeta (hombres) | 1.90% |
| Población analfabeta (mujeres) | 3.90% |
| Grado de escolaridad           | 8.2   |
| Grado de escolaridad (hombres) | 8.36  |
| Grado de escolaridad (mujeres) | 8.05  |

## Organización política
La comunidad cuenta con tres autoridades reconocidas legalmente, 2 de carácter comunal siendo el representante de Bienes Comunales, y el Consejo Comunal Indígena de San Felipe de los Herreros y una autoridad civil, siendo el jefe de tenencia.
La Comunidad indígena de San Felipe de los Herreros se convirtió en la segunda comunidad purépecha de Michoacán que, en su calidad de municipalidad, administra directamente el presupuesto público. 
La administración directa de la hacienda pública que la comunidad logró, se caracteriza por responsabilidades de orden jurídico, administrativo, financiero y contable. Le concierne al gobierno del estado fiscalizar directamente a la comunidad respecto del dinero público ejercido de acuerdo con los rubros con los que viene etiquetado. Las tenencias indígenas que han logrado su autogobierno en el estado de Michoacán prácticamente adquieren todas las atribuciones de un ayuntamiento.
El encargado de administrar el presupuesto público y máxima autoridad política es el Consejo Comunal Indígena de la Comunidad de San Felipe de los Herreros. Mediante Asamblea General se eligió a personas de los cuatro barrios existentes para formar dicho consejo encargado de llevar a cabo todas las gestiones relacionadas con la entrega del “presupuesto directo”. Este órgano de representación se divide de manera interna en dos autoridades: el Concejo Comunal, que funciona como órgano de consulta al interior, y el Consejo Administrativo, encargado de la gestión del presupuesto público.
El Consejo Administrativo, encargado de llevar a cabo las demandas que requiere la administración directa del presupuesto público, muy al estilo de un ayuntamiento municipal en el sentido de la distribución de las tareas, con la diferencia de que todos sus integrantes se encuentran en un mismo nivel de jerarquía. Por otro lado, tenemos al Consejo Comunal, que adquiere características similares al desaparecido cabildo en cuanto a que se trata de un órgano de consulta y sus integrantes son personas mayores reconocidas por sus saberes comunitarios. Estas dos figuras en conjunto con el jefe de tenencia y el representante de bienes comunales, forman parte del cúmulo de autoridades de San Felipe de los Herreros.

## Historia

### Antecedentes
De acuerdo  al documental de la Unidad Moreliana de la UNAM, San Felipe fue fundada en el año de 1532 por Fray Juan de San Miguel, quien era un misionero franciscano. Gracias a la unión de  4 aldeas que se encontraban en dichos territorios (Paracuero, Teonestacutiro, Curún y Huapácuaro)
En febrero del año 1759 se otorga el reconocimiento de posesión de bienes comunales  a la comunidad de San Felipe de los Herreros con una extensión de 7771 hectáreas
El nombre o denominación  “de los Herreros”  fue agregado porque el oficio de herrería siempre ha sido parte de la cultura de la comunidad. Se realizan muchas piezas de herramientas para la agricultura del lugar. Es decir que ellos fabrican sus propias herramientas. Es un oficio que se ha transmitido de generación en generación.

### Historia reciente
Actualmente, San Felipe de los Herreros es una comunidad autónoma, que se rige bajo su propio sistema normativo mediante un Concejo Comunal electo por la Asamblea General a propuesta de las Asambleas de Barrios. Desde 2015, no existen partidos políticos ni se permite el proselitismo partidista al interior de la comunidad.
El Concejo Comunal se constituye a partir del año 2015, por mandato de Asamblea, la cual es el máximo órgano de la comunidad. A partir de 2017, la comunidad recibe, a través de su Concejo, una parte proporcional del presupuesto del Municipio de Charapan, mismo que es asignado a la comunidad conforme al criterio de población. Este presupuesto es ejercido de  forma autónoma por el Concejo Comunal a través de un Consejo Administrativo, quien además es el encargado de la contabilidad comunal y la rendición de cuentas ante las autoridades fiscales correspondientes.
Lucha por autodeterminación / democracia directa
Desde el año 2017, la comunidad indígena purépecha de San Felipe de los Herreros ha estado en el ojo público, en esta localidad la sub municipalidad administra directamente el presupuesto de la comunidad, a raíz de un proceso político-jurídico que propició  una serie de coyunturas que se presentaron tanto al interior de la comunidad, como en las comunidades exteriores. Cambios que motivaron la autonomía y libre determinación de los pueblos indígenas en los últimos nueve años en Michoacán.
Los principales factores que impulsaron a la independencia política en la comunidad indígena San Felipe de los Herreros fueron:
El incumplimiento del Ayuntamiento  de Charapan, en un programa social enfocado a la construcción de viviendas.  
El ambiente de división e inconformidad interna que fue protagonizado por los partidos políticos.
El contexto de las luchas autonómicas que estaban teniendo lugar en la región.
Contexto
Durante mucho tiempo Michoacán, a pesar de las importantes movilizaciones que protagonizaron organizaciones indígenas en las últimas décadas del siglo XX, se destacó por ser una de las entidades federativas con una legislación en derechos de los pueblos indígenas más retrógrada. Durante los 2000 Michoacán continuó con un marco con apenas una ley secundaria relacionada. 
Esta realidad jurídica de los pueblos indígenas en Michoacán encontró un punto de inflexión en 2011, particularmente con el surgimiento del Movimiento por la Seguridad, la Defensa del Bosque y la Reconstitución del Territorio, de la comunidad purépecha de San Francisco Cherán. 
A partir de la demanda de tener una elección y un gobierno municipal, aunado a su triunfo en el Tribunal Electoral del Poder Judicial de la Federación abrieron una nueva etapa a la que se denomina revolución de los derechos de los indígenas
Algunos de los movimientos sociales más mediáticos e importantes en la actualidad es la lucha de Cherán, tanto por su grado de visibilidad, resistencia y lucha, como por la alternativa política, económica, social y cultural que la comunidad está construyendo y reconstruyendo.
En la madrugada del 15 de abril de 2011, surgió el movimiento de la comunidad indígena de Cherán. Así inició la resistencia de la comunidad purépecha de Cherán, que tras el repique de campanas, mujeres y hombres, niños y adultos se concentraron en el calvario para defender la vida, la seguridad, el territorio, los bosques y la dignidad de la comunidad. Sin importar filiación política, creencia o religión, todos los cheranénses se unieron ese 15 de abril sin pensar a donde los llevaría su insurrección.
A partir de ese día decidieron organizarse bajo un esquema propio, ahuyentando al crimen organizado y tras la expulsión de sus autoridades municipales, una estructura organizativa tomó el control de toda la comunidad.
En ese momento también se hace visible la problemática de Cherán ante los ojos de varios sectores sociales, por la acumulación de acontecimientos y porque diversas comunidades indígenas en México sufrían de una problemática similar en muchos aspectos.
La sede del ayuntamiento o palacio municipal fue transformado en “Casa Comunal de Gobierno”; los policías fueron relevados por una “ronda comunitaria”; el presidente municipal,  y regidores por un “Concejo Mayor de Gobierno Comunal”; asimismo, se constituyeron “consejos operativos” y “comisiones” de asuntos civiles, desarrollo social, procuración y conciliación de justicia, educación, cultura, salud, identidad, agua, limpieza y una de jóvenes, todas ellas conscientes de que la autoridad máxima es la “Asamblea General” integrada por todos los habitantes de Cherán.
Hoy a 10 años del inicio de la lucha en el territorio, a pesar de las negativas del Instituto Electoral de Michoacán que llevaron al cambio de estrategia con un enfoque contra-hegemónico., la lucha en Cherán se ha convertido en una de las más importantes del país. 
Cómo esta lucha hay numerosas alrededor del territorio mexicano, en el estado de Michoacán hay movimientos sociales que buscan fomentar los derechos de los indígenas. 
Organización de San Felipe y expulsión de los partidos en el 2016
Esta lucha de las comunidades indígenas, partió con la consigna en 2016 de “no más partidos políticos” y por ende, no permitieron la instalación de casillas electorales en sus comunidades en junio de ese año.
La forma interna de organización de la comunidad de San Felipe de los Herreros que le ha permitido tomar decisiones enfocadas a mejorar el bienestar de la comunidad,  está conformada por las siguientes autoridades
Asamblea Comunal, la cual es considerada como la máxima autoridad de la comunidad
Dos Jefatura de Tenencia (propietario/a y  suplente). Se nombran la primera semana de enero de cada año, las cuales trabajan por un periodo de seis meses cada una, llevando a cabo trabajos sociales, de gestión y de justicia
Doce auxiliares de las Jefaturas de Tenencia que se encargan de auxiliar a la Jefatura de Tenencia, en las rondas comunitarias con el objetivo de prevenir algún incidente o alteración del orden en la comunidad, integradas por
4 comandancias (una por barrio)
8 jefaturas de Manzana (dos por barrio)
La Representación de Bienes Comunales, que se integra por un propietario/a y un suplente, y además el Consejo de Vigilancia que está conformado por dos o tres personas de cada barrio. Estas autoridades son electas por un periodo de 3 años y su misión es cuidar el bosque, las aguas de la comunidad y cumplir con lo establecido en la Ley Agraria
Cuatro jueces de Tenencia (uno por barrio). Se nombran por un periodo de 3 años y fungen como un órgano de justicia comunitario.
Los conflictos entre partidos políticos hizo que en las celebraciones de la comunidad de San Felipe de los Herreros, comenzará a tener una deficiencia de participaciones por parte de las propias familias que habitan el lugar, quitando esa esencia de pertenencia a una gran comunidad.
Juicio TEEM-JDC-005/2017
Ante las deficiencias en la conclusión de obras y servicios en la comunidad en una asamblea comunal que se celebró en el 2015, la comunidad solicitó al ayuntamiento de Charapan el presupuesto que de manera proporcional les correspondía.
El 30 de julio de 2015, se llevó a cabo una reunión de trabajo entre los integrantes de la comunidad y las autoridades con la finalidad de informar las determinaciones que se tomaron en la asamblea comunal.
El 23 de febrero de 2016, las autoridades de la comunidad y el ayuntamiento firmaron un convenio para la entrega y administración directa de los recursos estatales y federales en donde se acordó que el ayuntamiento informará a las autoridades tradicionales de San Felipe de los Herreros, la Ley de Ingresos del Municipio de Charapan con la finalidad de conocer el presupuesto total que tenía asignado el municipio, además se informó sobre la manera en la que la fiscalización de los recursos se realizaría. No obstante, este convenio  se incumplió por parte del ayuntamiento, por tanto, el 22 de marzo de 2017, algunos integrantes de la organización de San Felipe, como los representantes de bienes comunales, jefes de Tenencia, etc., promovieron ante el Tribunal Electoral del Poder Judicial de la Federación (TEEM) juicio para la protección de los derechos político-electorales  del ciudadano, el cual se registró con la clave TEEM-JDC-005/2017.Ante la ausencia de regulación legal de sus derechos, debe aplicarse lo dispuesto en la constitución y en los tratados internacionales.
El 27 de abril de 2017, el TEEM mediante sentencia, ordenó al ayuntamiento de Charapan que entregará los recursos públicos que le corresponden a la comunidad de San Felipe, conforme a los establecido en el convenio mencionado anteriormente en el año 2016. Otorgaron un plazo no mayor a quince días hábiles para complementar la entrega y administración de los recursos públicos. Dicho esto, la comunidad tuvo que realizar una reestructuración de sus autoridades tradicionales, de tal manera que le fuera entregada de manera directa el recurso público que les correspondía.*me falta poner algo Después de esta demanda al ayuntamiento, el TEEM en su resolución reconoce que los pueblos indígenas “en el ejercicio de su libre determinación, tienen derecho al autogobierno en las cuestiones relacionadas con sus asuntos internos y locales, así como a disponer de medios para financiar sus funciones autónomas; es decir, su derecho a la autodeterminación está estrechamente vinculado con su desarrollo económico, social y cultural”. [3] En el artículo 2.º de la  Constitución Política de los Estados Unidos Mexicanos, se establece que el derecho de la libre determinación se ejercerá por los pueblos indígenas, en un marco constitucional de autonomía que asegure la unidad nacional. 
Algunas atribuciones que en virtud de este derecho tienen son
- La decisión de sus formas internas de convivencia y organización social, económica, política y cultural,
- Elegir a sus autoridades,
- Aplicar sus propios sistemas normativos
- Preservar sus elementos identificaros.
- Conservar y preservar sus tierras.

El reconocimiento del derecho de autonomía y libre determinación ha impulsado que diversas comunidades indígenas busquen dicho reconocimiento para así poder administrar de manera directa los recursos públicos que de manera proporcional les corresponden generando cambios en la Constitución Política de los Estados Unidos Mexicanos y en la Constitución Política del Estado Libre y Soberano de Michoacán de Ocampo, sin embargo, actualmente existen conflictos internos en torno al reconocimiento de ese derechos y los órganos nombrados para administrar los recursos de las comunidades, por ello es necesario buscar una armonía tanto en la constitución local de Michoacán como la Ley Orgánica Municipal del Estado de Michoacán, con el objetivo de además de reconocer los derechos que poseen las comunidades indígenas, se establezcan reglas mínimas que den certeza a las nuevas estructuras.
Formalización del autogobierno
La creación del Consejo Comunal Indígena de la Comunidad de San Felipe de los Herreros fue uno de los primeros pasos que se dio al comenzar la formalización del autogobierno para esta comunidad, lo que significó que se harían cambios en la elección de autoridades comunales de carácter colegiado pero adaptadas al contexto y las necesidades actuales de la población. Este nuevo órgano de representación se divide de manera interna en dos autoridades.
- El Concejo Comunal, que funciona como órgano de consulta al interior
- El Consejo Administrativo, encargado de la gestión del presupuesto público.
- El Consejo Administrativo, encargado de llevar a cabo las demandas que requiere la administración directa del presupuesto público, teniendo un esquema muy similar al del municipio con las tareas desglosadas a cada participante requerido, con la diferencia de que todos sus integrantes se encuentran en un mismo nivel de jerarquía.

Por otro lado, tenemos al Consejo Comunal, que adquiere características similares al cabildo, siendo el órgano de consulta y sus integrantes son personas mayores reconocidas por sus saberes comunitarios, dando un mayor impacto en todas las necesidades que tiene la comunidad y la mejor manera de atacar cada necesidad, y claramente con la clasificación de necesidades de urgencia que deban atenderse.  
En conjunto de los consejos y por otra parte, con el jefe de tenencia y el representante de bienes comunales, forman parte del cúmulo de autoridades de San Felipe de los Herreros. Cada una cuenta con funciones específicas, sin embargo, el día a día del gobierno ha traído consigo una serie de ajustes con el fin de poder prestar las mejores atenciones, y ver un avance notorio en la comunidad con el paso del tiempo. Las autoridades regionales han tenido que adaptar y modificar aspectos de sus funciones para lograr una armonía interna que, no obstante,  no ha estado exenta de tensiones, aunque tampoco se ha traducido en una ruptura del proyecto de autogobierno de San Felipe de los Herreros, por consiguiente ha salido a flote el proyecto de autogobierno para mejoras del mismo.
Participación en los procesos de autogobierno
Los cambios importantes que soy relevantes para marcar la participación de todo el proceso del autogobierno, se puede comenzar a ver reflejado en la reciente realidad política de la comunidad siendo los requisitos para formar parte de las nuevas autoridades, para poder ocupar el puesto de jefe de tenencia o representante de bienes comunales se busca que sean personas mayores, que preferentemente hayan tenido algún otro cargo comunal y que sean reconocidas al interior de la comunidad por llevar una vida acorde con los valores comunitarios, esto es, consideradas personas honestas, respetuosas, solidarias y confiables, con el fin de poder entregar la confianza en que el trabajo asignado sea realizado con los mejores valores y poniendo siempre primero a la comunidad.
En otras palabras, los consejeros electos que se ha observado que principalmente son hombres bajo un escrutinio comunitario que mezcla experiencia, liderazgo, respeto y valores no fue suficiente a la hora de cubrir todas las habilidades, necesidades y exigencias de la administración gubernamental, es por ello que se creó la figura de auxiliar que fue ocupada por otra generación de miembros de la comunidad mucho más jóvenes, principalmente mujeres que cuentan con una formación académica profesional, para promover la inclusión y poder fomentar la participación de los jóvenes en la mayor calidad de vida para su comunidad. Factores importantes como la edad y la profesionalización, comenzaron a tomarse en cuenta para formar parte de la nueva autoridad.
Uno de los mayores impactos es la integración de mujeres al nuevo órgano de representación. En este sentido, la sentencia dictada por el Tribunal Electoral del Estado de Michoacán a favor de la comunidad de San Felipe de los Herreros, significó la generación de un nuevo espacio de participación para las mujeres; ejercer un cargo público de toma de decisiones, por lo menos en teoría, esperando que a un futuro se tenga mayor participación de la mujer en estos ámbitos, y se busque un resultado equitativo para ambos géneros.
Actualmente en la comunidad los procesos sociales de participación de las mujeres son complejos, entrando el ámbito privado y el público, debido a que sobrepasan el terreno doméstico,  sin embargo, tendría que verse si la influencia de su participación es real y en qué grado, sobre todo porque se trata del primer momento de un proceso inacabado, pero teniendo esperanza a que se abran mayores oportunidades para la mujer.
Alfredo Ramírez y compromiso con los pueblos indígenas en la actualidad.
El gobernador electo de Michoacán Alfredo Ramírez, aseguró que su gobierno garantizará el ejercicio del presupuesto directo y respetará plenamente a los autogobiernos de pueblos originarios. En esta reunión con el gobernador participaron autoridades comunales y tradicionales entre las que se encuentra San Felipe de los Herreros.